# The Jilt
The Jilt è un cortometraggio muto del 1909 diretto da David W. Griffith. Prodotto e distribuito dalla Biograph Company, il film - girato a Riverside Drive (Manhattan) - uscì in sala il 17 maggio 1909.

## Trama
L'innamorato John viene piantato sull'altare da una donna crudele. Qualche tempo dopo, Frank, il suo migliore amico, si fidanza con la stessa donna. John gli racconta la sua storia e lo convince a far subire alla donna lo stesso trattamento che ha subito lui, chiedendogli di lasciarla sola ai piedi dell'altare.

## Produzione
Il film fu prodotto dalla Biograph Company e venne girato a Riverside Drive (Manhattan).

## Distribuzione
Distribuito dalla Biograph Company, il film - un cortometraggio in una bobina - uscì nelle sale cinematografiche statunitensi il 17 maggio 1909.